# Hamptjärnen (Töre socken, Norrbotten, 732455-181857)
Hamptjärnen är en sjö i Kalix kommun i Norrbotten och ingår i Kalixälven-Töreälvens kustområde.